# Władimir Szuchow
Władimir Grigoriewicz Szuchow (ros. Влади́мир Григо́рьевич Шу́хов, ur. 16 sierpnia?/28 sierpnia 1853 w Grajworonie, zm. 2 lutego 1939 w Moskwie) – rosyjski i radziecki inżynier, Bohater Pracy Socjalistycznej (1932).

## Życiorys
Główne jego zainteresowania dotyczyły przemysłu naftowego, techniki cieplnej oraz budownictwa. 

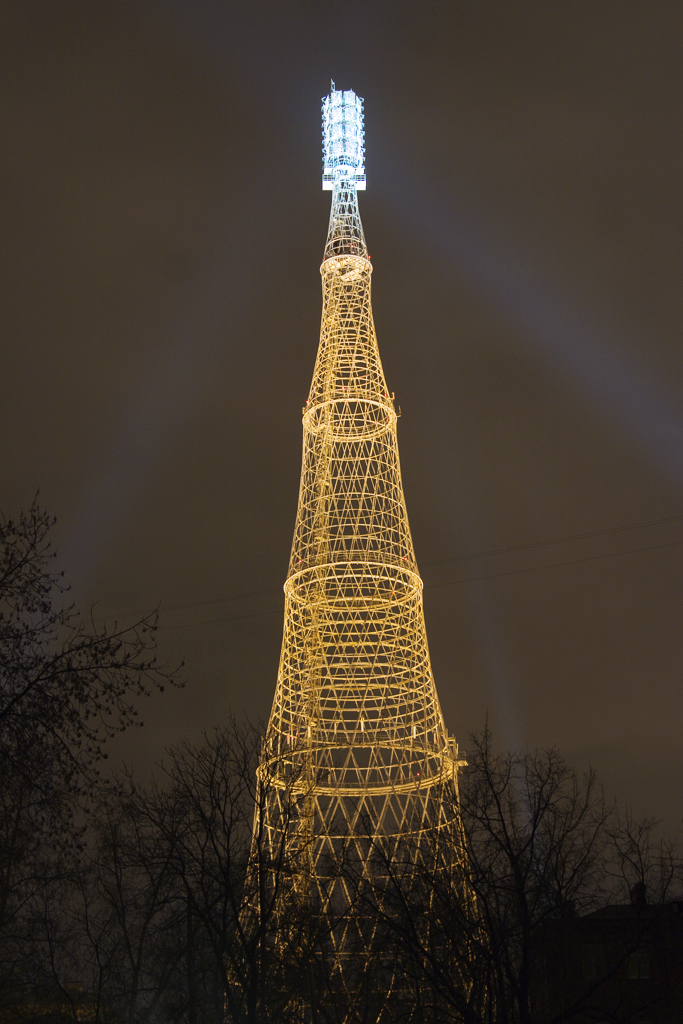
Wieża Szuchowa w Moskwie

Wynalazca w dziedzinach wydobycia, przetwórstwa, przechowywania i transportu ropy naftowej. W dziedzinie techniki cieplnej wynalazł kocioł wodnorurkowy, zwany kotłem Szuchowa. Najbardziej zaznaczył się w budownictwie. 
W roku 1896 opracował konstrukcję wieży stalowej w kształcie hiperboloidy obrotowej, odznaczającą się znaczną wytrzymałością, lekkością i prostotą wykonania. Wieża Szuchowa utworzona była z prostych prętów (dogodnych w obróbce i transporcie), leżących na powierzchni hiperboloidy. Konstruktor zademonstrował ją jeszcze w tym samym roku na wystawie w Niżnim Nowgorodzie. Ten typ wieży znalazł bardzo szerokie zastosowanie. Około 200 takich stalowych konstrukcji zbudowano jako wieże ciśnień, latarnie morskie, wieże i anteny radiowe, słupy linii wysokiego napięcia, maszty na okrętach wojennych rosyjskich i amerykańskich, wieże sygnałowe i obserwacyjne przeciwpożarowe. Budowano też wieże wielopiętrowe, składające się z kilku segmentów hiperboloidalnych ustawianych jeden na drugim i montowanych opracowaną przez Szuchowa specjalną metodą "teleskopową". Najwyższą z tych wież, sześciokondygnacjową, mierzącą 148,3 m, zbudowano w Moskwie w 1921. W późniejszych latach nadawano z niej pierwsze w ZSRR programy radiowe, a od 1938 roku również telewizyjne. Chociaż obecnie wieże Szuchowa wypierane są przez konstrukcje bardziej racjonalne, zwłaszcza ze względu na parcie wiatru, stosuje się je jeszcze dzisiaj jako rusztowania przy budowie wież żelbetowych. 
Poważnym wkładem Szuchowa w rozwój budownictwa były jego prace nad lekkimi, ekonomicznymi przykryciami przestrzennymi, w wielu przypadkach znacznie wyprzedzającymi jego epokę. Projektował i konstruował różne ich typy, m.in. wiszące stalowe powłoki kratowe przekrywające powierzchnie wielu tysięcy metrów kwadratowych (demonstrowane w roku 1896 na wystawie w Niżnim Nowgorodzie), lekkie pokrycia łukowe, powłoki o podwójnej krzywiźnie mające zastosowanie w budownictwie przemysłowym – dochodzące do 40 m rozpiętości. 
Pod jego kierownictwem zaprojektowano i zbudowano około 180 mostów, w tym szereg dużych, przez takie rzeki, jak Oka, Wołga, Jenisej. Szuchow projektował i konstruował najrozmaitsze budowle: zbiorniki, elewatory zbożowe, wielkie piece hutnicze, kominy fabryczne, bunkry na cement, przystanie, doki pływające, stalowe wieżowce i wiele, wiele innych konstrukcji specjalnych. Wyposażył 6 miast w urządzenia wodociągowe. Dokonał podniesienia i wyprostowania pochylonego zabytkowego minaretu w Samarkandzie.

## Główne dzieła
- Wierchnije Torgowyje Riady
- Dworzec Kijowski (Moskwa)